# Banjarmanis
Banjarmanis is een bestuurslaag in het regentschap Tanggamus van de provincie Lampung, Indonesië. Banjarmanis telt 1931 inwoners (volkstelling 2010).